# 嘘デレ!
『嘘デレ!』（うそデレ）は2009年12月18日に脳内彼女より発売された18禁恋愛アドベンチャーゲームである。携帯電話用に全年齢向けとして移植されている。

## 解説
腹に一物ある少女たちとの恋愛を描いたアドベンチャーゲーム。
なお、すべての個別ルートを攻略すると、睦月を主題としたおまけルートの選択が可能になり、おまけルートを全てクリアするとハーレムルートを攻略することが可能となる。

## ストーリー
主人公・橘 行弘は祖父の遺産を継承すると同時に、男の身でありながら名門女子校・聖志館学園に通うことになる。
親戚の在原 一純をはじめとする女たちは、行弘ならびに彼の継いだ遺産を狙い、嘘と策略を用いて主人公争奪戦を繰り広げる。
おまけルート
行弘は、睦月を相手に恋愛の練習をするが、やがてそれは本気の恋へと変わる。

## 登場人物

### メインキャラクター
橘 行弘（たちばな ゆきひろ）
主人公。両親を失ったところに、疎遠になっていた祖父の遺産を継承することになってしまった。女性に対しては不慣れなところがある。
在原 一純（ありはら いずみ）
声 - 小倉結衣
行弘のいとこで、昔から彼と接してきており、「お兄様」と慕う。学園の理事長代理を務めており、権力を用いて男である行弘を転入させた。また、文科系クラブの代表も務めている。大きな立場でありながらも、淑やかな人物として知られている。しかし実はわがままな性格で、自身の病弱な体質を利用して行弘を操ろうと企んでいる。
篁 美優（たかむら みゆ）
声 - 桜川未央
行弘のもう一人の幼馴染で、再会した彼を「ヒロ君」と呼び、対しあたかも恋人のようにふるまう。水泳部部長にして体育会系クラブ代表で、面倒見の良さもあって、一純と並んで人気が高い。在原家に会社をつぶされ家が没落した関係から、一純を含む在原家を憎んでおり、行弘に対する振る舞いもその一環である。
凡河内 光奈（おおこうち みつな）
声 - みる
華族の末裔で、品位のあるお嬢様。男性と接した経験がないため行弘に近づく。実家はいわゆる女系家族で、男は婿養子なため、男は飼いならすものだと考えている。
高階 とまり（たかしな とまり）
声 - 倉田まりや
行弘の家に仕えるメイド。仕事は完璧だが、仕事とプライベートの線引きも完全すぎて、行弘は頼みごとをできずに困っている。かつて行弘とは仲が良かったこともあり、現在も彼を異性として意識している。

### サブキャラクター
相模 清華（さがみ せいか）
声 - 紫苑みやび
行弘の通う学園の修道女で、教師も務めている。「産めよ増やせよ」の考えの持ち主で、行弘の抱える女性問題に対しては深く考えていない。
喜納 睦月（きのう むつき）
声 - 桜坂かい
行弘の通う学園の生徒。家は歌舞伎俳優で、女形修行のため女装して学校に通っている。最初女装には抵抗を感じていたが、現在は受け入れており、行弘とは男としての悩みを共有する仲である。おまけルートでは攻略可能となる。
男性キャラクターであるにもかかわらず、人気投票ではほかのヒロインを押さえて一位を獲得した。
二条院 式子（にじょういん のりこ）
声 - 民安ともえ
新聞社の創業者一族の娘。高圧的な言動だが、対人恐怖症で特に男性に対する嫌悪感がひどく、いつもkomazon.co.jpと書かれたダンボールをかぶっている。
山之辺（やまのべ）
声 - こんつ
光奈の従者で、彼女に対する忠誠心は非常に高い。そのため行弘のことを激しく警戒している。

## 主題歌
主題歌（本音バージョン）「Fake!」
作詞・作曲 - けんせい / 歌 - yuiko
主題歌（嘘バージョン）「Native Heart」
作詞・作曲 - 磯村カイ / 歌 - 井上みゆ